# Замок Лісмор

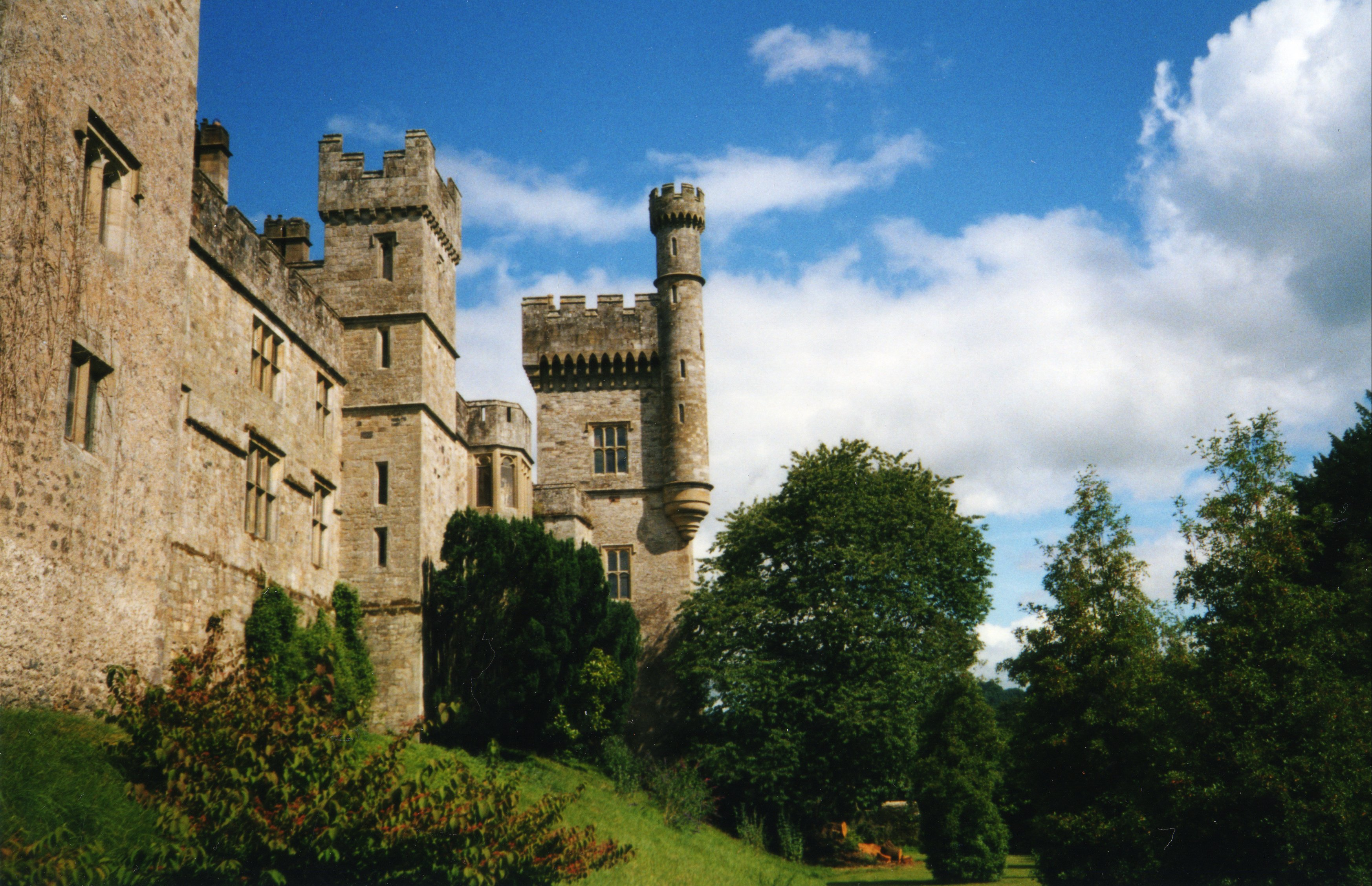
Замок Лісмор.

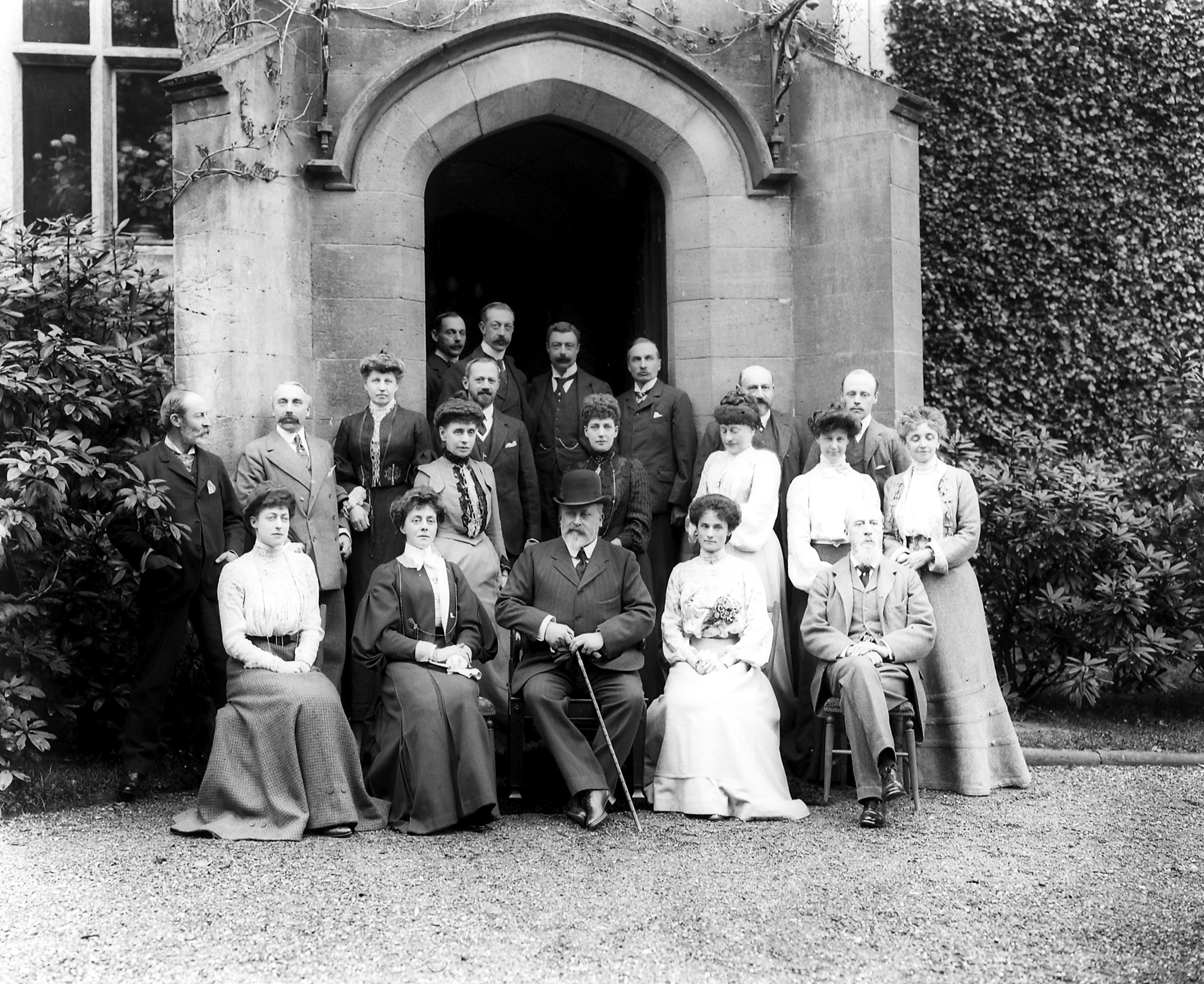
Візит короля Великої Британії Едварда VII в замок Лісмор.

Замок Лісмор (англ. Lismore Castle, ірл. Lios Mór) — один із замків Ірландії, розташований у графстві Вотерфорд, біля однойменного селища Лісмор. Належав графам Десмонд, потім належав герцогам Девоншир з 1753 року. У ХІХ столітті замок був перебудований у неоготичному стилі Вільямом Кавендішом — VI герцогом Девоншир. Назва замку в перекладі з ірландської — «Велика кругла фортеця».

## Історія замку

### Рання історія
Замок Лісмор був побудований у 1185 році принцом Джоном — майбутнім королем Англії Джоном Безземельним. До цього на цьому місці був монастир абатства Лісмор, що був заснований ще в VII столітті. Монастир був відомим релігійним, навчальним та науковим центром Ірландії. Але в 1171 році відбулось англо-норманське завоювання Ірландії, монастир був конфіскований королем Англії Генріхом ІІ, що вирішив збудувати тут замок — оплот англійської влади. Його син — принц Джон збудував тут замок. Замок деякий час продовжував бути резиденцією місцевого єпископа, але фактично був власністю графа Десмонда. Володіння графів Десмонд були суттєво зменшені після вбивства Джеральда ФітцДжеральда — XV графа Десмонда в 1583 році та почалась англійська колонізація його земель.
У 1589 році замок Лісмор був зданий в оренду, а потім перейшов у власність сера Волтера Релі. У 1602 році Волтер Релі був кинутий за ґрати, звинувачений у «державній зраді». Він змушений був продати замок Лісмор авантюристу Річарду Бойлу — І графу Корк.

### Графи Корк та Берлінгтон
Річард Бойл переселився в Ірландію з Англії в 1588 році. У кишені в нього було тільки 27 фунтів стерлінгів, але обставини сприяли англійським авантюристам — Англія завершувала завоювання Ірландії та почала захоплювати останні незалежні ірландські королівства. Захопивши замок Лісмор Річард Бойл перетворив його в чудову феодальну резиденцію. Він розбудував замок, добудував стіни, башти, ворота. Замок був прикрашений ліпниною та скульптурами, гобеленами, картинами, шовком, оксамитом. У замку Лісмор у 1626 році народився Роберт Бойл — видатний хімік, батько сучасної хімії. Він був чотирнадцятим сином графа Корк. Замком потім володів ще один Річард Бойл — IV граф Корк, ІІІ граф Берлінгтон, що мав значний вплив на розвиток архітектури і ввійшов в історію архітектури як граф Берлінгтон.
У 1641 році спалахнуло повстання за незалежність Ірландії. Повстання жорстоко придушив Олівер Кромвель. Замок Лісмор теж був ареною боїв. У 1645 році замок Лісмор був у руках Ірландської конфедерації, армією ірландців, що контролювала замок командував лорд Кастлгевен. Після війни і реставрації монархії на Британських островах зруйнований війною замок Лісмор відновив Річард Бойл (1612—1694) — ІІ граф Корк. Замок знову був придатний до життя, але ні він, ні його спадкоємці ніколи не жили в замку Лісмор.

### Герцоги Девоншир
Замок Лісмор разом з іншими володіннями родини Бойл — Чісвік-Хаусом, Берлінгтон-Хаусом, Абатством Болтон, Лондесборо-Холлом придбала родина Каведіш в 1753 році, коли дочка і спадкоємиця IV графа Корк — леді Шарлотта Бойл (1731—1754) одружилася з Вільямом Каведішом — IV герцогом Девоншир, майбутнім прем'єр-міністром Великої Британії та Ірландії. Їхній син — V герцог Девоншир (1748—1811) вдосконалив замок Лісмор, перекинув міст через річку Блеквотер у 1775 році за проєктом архітектора Томаса Айворі, що народився в графстві Корк.
VI герцог Девоншир (1790—1858), що був відомий як «Неодружений Герцог» — герцог Барчард, перебудував замок, і замок набув нинішнього вигляду. Він перетворив замок у модну споруду в стилі «квазіфеодальної королівської фортеці». Він успадкував замок в 1811 році по смерті свого батька. До перебудови замку долучив архітектора Вільяма Аткінсона. Він у 1812—1822 роках перебудував замок у псевдоготичному стилі з використанням тесаного каменю з Дербширу. Замок став улюбленим місцем проживання герцога, а коли він постарів, замок перетворився в його пристрасть. У 1850 році він долучив архітектора сера Джозефа Пакстона — дизайнера «Кристалічного Палацу» до вдосконалення замку. До оздоблення замку долучився Дж. Грейс з Лондона — провідний виробник меблів у стилі неоготики того часу. Стара зруйнована капличка єпископа була перетворена в бенкетний зал у середньовічному стилі, були створені величезні вітражі. Камін був розроблений дизайнерами Пагін та Маєрс, спочатку він робився для палацу в Сассексі, але замовник відхилив виріб. Тоді камін був куплений для замку Лісмор. Герб герцога був пізніше замінений написом ірландською мовою: «Cead Mille Failte» — сто тисяч привітань. Магін та Маєрс розробили нові баштові частини замку, меблі для замку.
У 1858 році родина Каведіш побудувала новий міст через річку Блеквотер на місці старого мосту 1775 року побудови. Новий міст побудований за проєктом архітектора Чарльза Тарранта, будівництво вели Е. П. Негл та К. Г. Гант. У 1904 році замок Лісмор відвідав король Великої Британії та Ірландії Едвард VII.
Після смерті герцога Барчарда замок Лісмор лишався незмінним до наших часів. У замку жив молодший син ІХ герцога Девоншир — лорд Чарльз Кавендіш, що одружився з Адель Астер — сестрою танцюриста Фреда Астера. Після смерті чоловіка в 1944 році Адель продовжувала жити в замку до своєї смерті в 1981 році. Власником замку став Ендрю Кавендіш — ХІ герцог Девоншир. Він щорічно на Великдень відвідував замок Лісмор. Він здавав замок у короткострокову оренду.
ХІІ герцог Девоншир успадкував титул у 2004 році. Він живе в маєтку Чарсворт, інколи відвідує замок Лісмор. Його син і спадкоємець — лорд Берлінгтон володіє в замку кімнатою. У 2005 році занедбане західне крило замку перетворили в музей сучасного мистецтва, що став відомий як Замок Мистецтв Лісмор. Інша частина замку доступна для туристів і для оренди.
Навколо замку є сади і парки, що відкриті для громади і для туристів. Верхній сад оточений стіною XVII століття. Нижній сад був розбитий у ХІХ столітті. Лорд Берлінгтон розширив сади і парки, додав до них сучасні скульптури. У тому числі твори Ентоні Гормлі, Марціа Колонна, Ейліс О'Коннелл.